# Era quàntica a escala intermèdia sorollosa
L'estat actual de la computació quàntica es coneix com l'era quàntica a escala intermèdia sorollosa (NISQ), caracteritzada per processadors quàntics que contenen fins a 1000 qubits que encara no estan prou avançats per a la tolerància a errors o prou gran com per aconseguir un avantatge quàntic. Aquests processadors, que són sensibles al seu entorn (sorollós) i propensos a la decoherència quàntica, encara no són capaços de corregir errors quàntics contínuament. Aquesta escala intermèdia es defineix pel volum quàntic, que es basa en el nombre moderat de qubits i la fidelitat de la porta. El terme NISQ va ser encunyat per John Preskill el 2018.

## Algorismes
Els algorismes NISQ són algorismes quàntics dissenyats per a processadors quàntics a l'era NISQ. Exemples comuns són el solucionador quàntic variacional (VQE) i l'algorisme d'optimització quàntica aproximada (QAOA), que utilitzen dispositius NISQ però descarreguen alguns càlculs als processadors clàssics. Aquests algorismes han tingut èxit en la química quàntica i tenen aplicacions potencials en diversos camps, com ara la física, la ciència dels materials, la ciència de dades, la criptografia, la biologia i les finances. Tanmateix, a causa del soroll durant l'execució del circuit, sovint requereixen tècniques de mitigació d'errors. Aquests mètodes constitueixen una manera de reduir l'efecte del soroll executant un conjunt de circuits i aplicant un postprocessament a les dades mesurades. A diferència de la correcció d'errors quàntics, on els errors es detecten i corregeixen contínuament durant l'execució del circuit, la mitigació d'errors només pot utilitzar el resultat final dels circuits sorollosos.

## Més enllà de l'era NISQ
La creació d'un ordinador amb desenes de milers de qubits i prou correcció d'errors acabaria amb l'era NISQ. Aquests dispositius més enllà de NISQ serien capaços, per exemple, d'implementar l'algoritme de Shor per a nombres molt grans i trencar el xifratge RSA.